# ペーター・フェンディ
ペーター・フェンディ（Peter Fendi、1796年9月4日 - 1842年8月28日）は、オーストリアの宮廷画家、風俗画家、リトグラフ作家。ビーダーマイヤー時代の作家の一人として知られている。

## 略歴
1796年9月4日に、父ジョセフ・フェンディと母エリザベスとの間に生まれた。父は学校の教員であった 。ペーターは幼い頃に事故によって脊椎を損傷したものの、早い時期から絵の才能を示した。1810年には、帝国美術アカデミー（現：ウィーン美術アカデミー）に13歳で入学を許され、3年間そこで学んだ。その3年間で ヨハン・マルティン・フィッシャー、フーベルト・マウラー、ヨハン・バプティスト・フォン・ランピ らに師事した。
フェンディは、美術収集家でありヨーゼフ2世の個人眼科医であるジョセフ・バースと知り合い、バースの知り合いであった他の影響ある美術家とも関係を持つようになったことで、1818年から Imperial Gallery of Coins and Antiquities （のちの美術史美術館）で職を得た。そこでフェンディは設計図職人やエングレービングの作家としての仕事をこなした。1821年には油彩作品「ヴィレニカ」でゴールドメダルを受賞、そして1836年にはウィーン美術アカデミーの一員に選出された。
フェンディは貴族や一般市民から絵の講師を依頼されることも時々あり、後年はより多くの時間を後進の指導に充てた。フェンディの教え子にはカール・シンドラーやヨハン・フリードリヒ・トレムル などがいる。1842年8月28日に死去。

## 作品

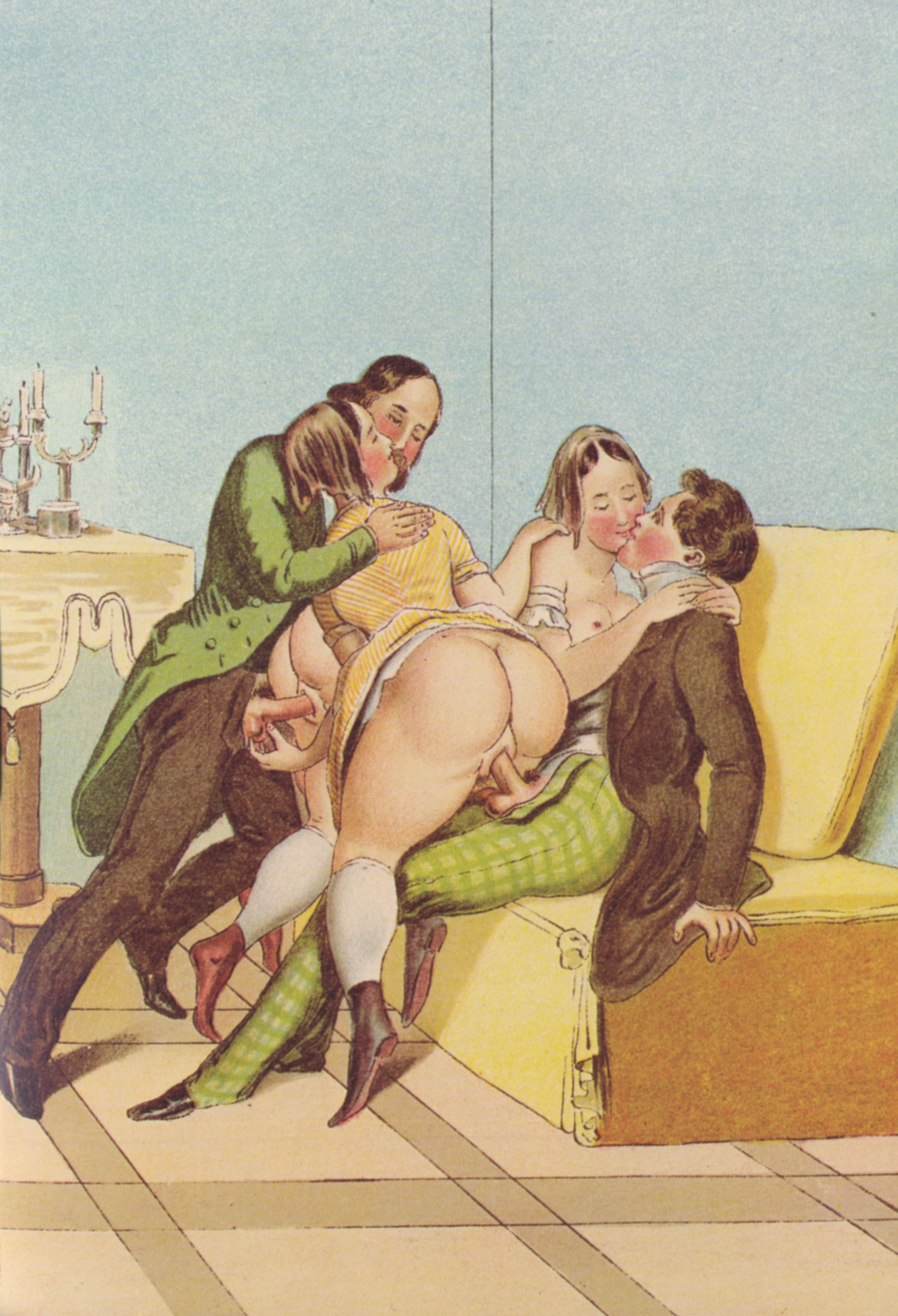
Scene of "cross-kissing"

フェンディの作品には油絵や水彩画、エッチング、リトグラフ、木彫 (Wood carving) などといったさまざまな種類のものがあるとくにリトグラフの多色刷りではパイオニア的な業績を残したと考えられている。フェンディは多くの画家から影響を受けており、オランダの画家ではアドリアーン・ブラウエル、アドリアーン・ファン・オスターデ、レンブラント・ファン・レインなどから多くの影響を受けている。また1821年にヴェニスへ旅行した際に、イタリアの画家であるジョヴァンニ・ベリーニ、ティントレット、ティツィアーノ・ヴェチェッリオ、パオロ・ヴェロネーゼらの作品を見て影響をうけている。
フェンディの作品の中でも、貴族のポートレート作品と、グループセックスなどをモチーフとしたエロティカの作品がよく知られている。2人またはそれ以上での性交を題材にした水彩画は、ほとんどが実行可能な体位で描かれている。
フェンディの作品はアルベルティーナ美術館やオーストリア・ギャラリー、美術史美術館などに収蔵されている。またリヒテンシュタインの君主のコレクションの中にフェンディの作品がある。